# Philomelos (Sohn des Iasion)
Philomelos (altgriechisch Φιλόμηλος Philómēlos, deutsch ‚Freund der Äpfel‘, latinisiert Philomelus) ist eine Figur aus der griechischen Mythologie.
Philomelos gilt als Sohn der Demeter und des Iasion, obwohl Hesiods in seiner Theogonie nur von Plutos als Ergebnis dieser Verbindung erzählt. Hyginus berichtet von Zwillingen:
Nach einer Liebesaffäre zwischen Demeter mit dem sterblichen Iasion gebar diese die Zwillinge Plutos und Philomelos. Während Plutos zu Reichtum kam, musste sich Philomelos mit einem ärmlichen Bauerndasein begnügen. Er kaufte zwei Ochsen und erfand den Pflug, so konnte Philomelos von den Früchten seiner Arbeit leben. Von dieser Erfindung beeindruckt verewigte Demeter ihn als Sternbild Bootes (deutsch: der mit Stieren pflügt) in der Nähe des Großen Bären, am Sternenhimmel.
Nach Hyginus Erzählung hatte Philomelos einen Sohn Pareas, nach dem die Stadt Parion in Mysien benannt worden sein soll.